# Робърт Холбрук Смит
Робърт Холбрук Смит, познат още като д-р Боб, е американски лекар и хирург, основател на „Анонимни алкохолици“, заедно с Бил Уилсън.

## Биография
Смит започва да пие в колежа „Дартмут“ в Хановер, Ню Хемпшир. В началото той забелязва, че може да се възстанови от пиенето на алкохол по-бързо и по-лесно от съучениците си и че никога няма главоболия, което го кара да вярва, че е алкохолик още от самото начало, когато е започнал да пие. След дипломирането си през 1902 г., той работи три години продавайки хардуер в Бостън, Чикаго и Монреал и продължава да пие тежко. След това се връща в училище, за да учи медицина в Мичиганския университет. По това време пиенето му повлиява до такава степен, че започва да пропуска часове. Пиенето го кара да напусне училище, но се връща и минава изпитите си през втората година. Той се прехвърля в Медицинския колеж „Руш“, но алкохолизмът му се влошава до такава степен, че баща му е призован да се опита да възпре упадъка на сина си. Но пиенето му се усилва и след лошо представяне по време на заключителните изпити, университетът изисква той да остане в продължение на два допълнителни семестъра и да остане трезвен през това време като условие за завършване. След завършването си Смит става стажант в болница и за две години успява да остане достатъчно зает, за да се въздържа от тежко пиене. Той се омъжва за Ан Робинсън Рипли на 25 януари 1915 г. и открива свой офис в Акрън, Охайо, специализиран в колоректална хирургия и се завръща към тежкото пиене. След като признава проблема си, отива да се прегледа в повече от дузина болници и санаториуми, за да спре да пие. Следващите 17 години животът му се върти около това как да разруши усилията на жена му да го спре да пие и да получава алкохола, който той жадувал, докато се опитва да удържи медицинската практика, за да подкрепи семейството си и пиенето си.